# Slowjamastan
Die Republik Slowjamastan (auch: United Territories of the Sovereign Nation of the People’s Republic of Slowjamastan) ist eine Mikronation im Imperial County, Kalifornien in den Vereinigten Staaten. Slowjamastan wurde am 1. Dezember 2021 von dem Slow-Jam-DJ Randy Williams gegründet und besteht aus einem kargen Stück Wüstenland an der California State Route 78. Williams kaufte das 0,045 Quadratkilometer große Gebiet im Jahr 2021 nach einem Besuch in Molossia, einer anderen Mikronation in Dayton, Nevada, für 19.000 US-Dollar. Williams bezeichnet sich selbst als Sultan der Mikronation. Slowjamastan ist unbewohnt und unbebaut; auf dem Gebiet befindet sich lediglich ein Grenzschild, ein Grenzposten und ein offener Schreibtisch, der als Williams’ Büro dient. Slowjamastan liegt zwischen Ocotillo Wells im San Diego County und Westmorland, 14 Meilen (23 Kilometer) südwestlich der Salton Sea, etwa 100 Meilen (160 Kilometer) entfernt von San Diego und 36,8 Meilen (59,2 Kilometer) nördlich der Grenze zwischen den USA und Mexiko.